# ヒュー・ラウザー (第5代ロンズデール伯爵)

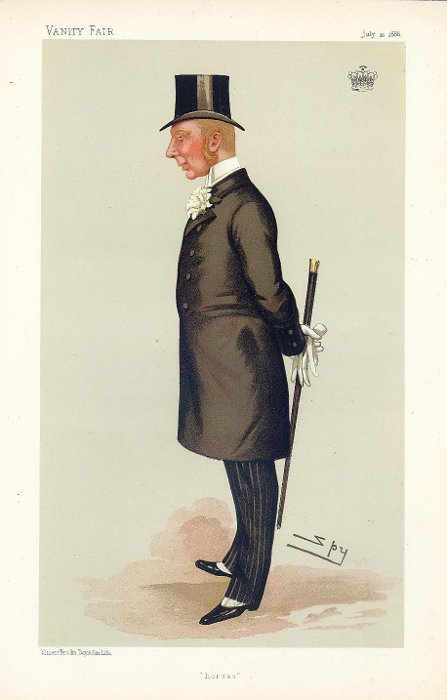
1886年7月10日の『バニティ・フェア』に描かれた第5代ロンズデール伯

第5代ロンズデール伯爵ヒュー・セシル・ラウザー（英: Hugh Cecil Lowther, 5th Earl of Lonsdale, KG, GCVO、1857年1月25日 - 1944年4月13日）は、イギリスの貴族、スポーツ愛好家。ガーター勲章勲爵士（KG）、ロイヤル・ヴィクトリアン勲章ナイト・グランド・クロス勲爵士（GCVO）。

## 人物
第3代ロンズデール伯爵ヘンリー・ラウザーの次男としてロンドンに生まれる。1882年、男子がいなかった兄の第4代ロンズデール伯爵セント・ジョージ・ラウザーが死去したのにともない、ロンズデール伯爵を継承した。
美食家、熱心なスポーツ愛好家として知られ、ボクシング、サッカー、モータースポーツといった様々なスポーツの協会設立や運営に関わり、イギリス近代スポーツの父と言われる。特にボクシングに対して絶大な貢献をしており、1996年に国際ボクシング名誉の殿堂博物館に非ボクサー部門で殿堂入りしている。また、ロンドンに本社を置くボクシング用品とミュージシャンご用達の人気ファッションのブランド「ロンズデール」にその名を残している。
黄色をトレードカラーとしていたことから、イエロー伯爵（Yellow Earl）の愛称で庶民に親しまれる存在であった。そのため、彼が創立者で初代会長でもある英国自動車協会（AA）は、黄色をイメージカラーに採用している。
1936年の一時期、サッカーのアーセナルFCの会長を務め、のちに名誉会長となっている。
葉巻の愛好家としても知られ、彼が好んだサイズがロンズデール・サイズと呼ばれるようになった。
日本には、1903年に世界旅行の途中に立ち寄り、箱根の富士屋ホテルに滞在している。

### ボクシングへの貢献
1891年、ロンドンにプライベートクラブとして設立されたナショナル・スポーツ・クラブ（NSC）の創設メンバーの一人となり、初代会長に収まる。このクラブでは、ボクシングをスポーツとして確立すべく、ボクサーと職員にクインズベリー・ルールを更に補完する9つの独自ルールを加えた厳格なルールを適用し、スポーツマンシップとフェアプレー精神の伝統を築いた。また、1909年には、クラブ会長賞として英国チャンピオンにロンズデールベルトを与えることにした。現在でも英国チャンピオンが3度防衛すると、バックル部にロンズデール伯爵の肖像画を冠したロンズデールベルトが贈呈されている。なお、初期の物は純金を用いて製作されており、歴史的にも金銭的にも非常に価値のある物となっている。
1919年、NSCの職員を構成員として英国ボクシング管理委員会（BBBofC）が設立される。1929年にNSCが経営難から閉鎖状態となりその役を終えると、BBBofCを再編成して国内のボクシングを管轄し、ボクシングを近代スポーツとして確立していった。